# تل ابلیس

سرداب با کارکرد مذهبی در تل ابلیس

تل ابلیس در دشت بردسیر در ۸۰ کیلومتری جنوب غربی شهر کرمان واقع گردیده‌است. حفاری این منطقه توسط یک هیئت باستان شناس آمریکایی به سرپرستی جوزف کلدول (به انگلیسی: Joseph (Joe) Ralston Caldwell)و با همکاری اداره باستان شناسی ایران و در سال ۱۹۶۴ آغاز گردید. منشأ نام کنونی این تپه به درستی مشخص نیست اهالی اطراف عقیده دارند که روزگاری شخص بدسیرتی بر سر این تپه سکنی داشته‌است. این مسئله همراه با غیرعادی بودن خود تپه، دلیل شهرت آن به تل ابلیس می‌باشد.
تل ابلیس مهم‌ترین سکونت‌گاه کاوش شده از عصر نوسنگی در جنوب شرقی ایران است که در حدود ۶٫۴۰۰ تا ۶٫۲۰۰ سال پیش (اواخر نوسنگی با سفال و اوایل مس‌سنگی) مسکون بوده‌است.
شواهد معماری در تل ابلیس نشان از تغییراتی در ساختار اجتماعی‌اقتصادی سکونت‌گاه‌ها (از گروه‌های تک‌خانواده به واحدهای بزرگتر) در اواخر دوران نوسنگی با سفال دارد.
در این سکونت‌گاه مجموعه‌ای از اتاق‌های مستطیل‌شکل در ابعاد و اندازه‌های مختلف که به دور یک انبار ساخته شده بوده‌اند، تعدادی راهرو، حیاط، و کوچه یافت شده‌است. دیوارها از خشت خام بوده‌اند و حدود ۴۰ سانتی‌متر ضخامت داشته‌اند و روی آن‌ها با ۱ تا ۲ سانتی‌متر گل اندود شده بوده‌است. زیر خشت‌ها با اثر انگشت برای اتصال بهتر با ملات کمی فرورفته است. در دو طرف دیوارها با فواصل تقریباً منظم پشت‌بندهایی قرار گرفته‌است و کف‌ها یک لایه زیرسازی شده و با حصیر پوشانده شده بوده‌اند. در کف اتاق‌ها تیرهای چوبی سوخته یافت شده‌است که احتمالاً تیرهای سقف بوده‌اند. سقف‌ها احتمالاً کمی شیب‌دار بوده‌اند. در داخل اتاق‌آسیاب، مخزن آسیاب، آتشدان و اجاق (۱۰ سانتی‌متر پایین‌تر از کف)، و عناصر گلی با عملکرد نامعلوم دیده می‌شود. در جاهایی درها برای افزودن ضمیمه‌ای به خانه مسدود شده‌اند که گواه تحول واحد اجتماعی از خانوادهٔ هسته‌ای به خانواده گسترده است. یک اتاق منفرد، یا سرداب، که به باور برخی باستان‌شناسان کارکرد مذهبی داشته‌است، گوشه‌هایی گرد و سقف گنبدی‌شکل دارد که یک ورودی آن با خشت مسدود شده و اسکلت یک مرد و یک گلدان در کف آن یافت شده‌است.
این محل در حقیقت بازمانده شهرک هفت هزار ساله‌ای است که به دست اقوام پیشرفته‌ای که کشاورزان اولیه استان کرمان را تشکیل می‌داده‌اند برپا شده و تا هزاره اول قبل از میلاد به مدت چهار هزار سال مرکز تمدن این ناحیه از استان بوده‌است. بیشترین اطلاعات بدست آمده از زندگی اولیه در تل ابلیس مربوط به اواخر هزاره پنجم تا اوایل هزاره چهارم قبل از میلاد می‌باشد. با کاوش و مطالعه لایه‌ای موجود در این تپه هشت دوره متمایز فرهنگی در آن شناسایی گردیده‌است. طبق شواهد بدست آمده صنعت فلزکاری در هزاره پنجم قبل از میلاد در این منطقه از پیشرفت زیادی برخوردار و به طرز وسیعی رایج بوده‌است. آنچه فلزکاری ابلیس را بی نظیر می‌سازد، روش فلزگدازی و در درجه حرارت کم و بیش کنترل شده‌ای انجام می‌گرفته‌است.